# リーヨ〜青春のイナズマイレブン〜
「リーヨ～青春のイナズマイレブン～」（リーヨ～せいしゅんのイナズマイレブン～）は、2008年8月27日にリリースされた日本の歌手グループT-Pistonzの1枚目のシングル。
販売元はポニーキャニオン（HKCN-50065）。

## 収録曲
全編曲：T-Pistonz
1. リーヨ～青春のイナズマイレブン～
  - 作詞・作曲：山崎徹&山崎弘
  - ニンテンドーDSゲームソフト『イナズマイレブン』オープニングテーマ
2. 涙ポロリーヨ
  - 作詞・作曲：山崎徹
3. リーヨ～青春のイナズマイレブン～ (Instrumental)
4. 涙ポロリーヨ (Instrumental)